# Carlos Terán (calciatore)
Carlos Terán Diaz (Turbo, 24 settembre 2000) è un calciatore colombiano, difensore dei Chicago Fire e della nazionale Under-20 colombiana.

## Carriera

### Club
Cresciuto nel settore giovanile dell'Envigado, esordisce in prima squadra il 30 gennaio 2019, all'età di 18, in occasione della partita casalinga di campionato finita con un pareggio per 1-1 contro il Deportivo Pasto. Mette a segno il suo primo assist il 17 aprile 2019, in occasione della partita di campionato finita con un pareggio per 2-2 in casa del Jaguares.

### Nazionale
Con la nazionale Under-20 colombiana prende parte al Campionato mondiale Under-20 2019, apparendo per la prima volta il 23 maggio 2019, nella ospite contro la nazionale Under-20 polacca vinta per 0-2.

## Statistiche

### Presenze e reti nei club
| Stagione            | Squadra             | Campionato          | Campionato | Campionato | Coppe nazionali | Coppe nazionali | Coppe nazionali | Coppe continentali | Coppe continentali | Coppe continentali | Altre coppe | Altre coppe | Altre coppe | Totale | Totale | Totale |
| Stagione            | Squadra             | Comp                | Pres       | Reti       | Comp            | Pres            | Reti            | Comp               | Pres               | Reti               | Comp        | Pres        | Reti        | Pres   | Reti   |        |
| ------------------- | ------------------- | ------------------- | ---------- | ---------- | --------------- | --------------- | --------------- | ------------------ | ------------------ | ------------------ | ----------- | ----------- | ----------- | ------ | ------ | ------ |
| 2019                | Envigado            | A                   | 13         | 0          | CC              | 3               | 0               |                    | -                  | -                  |             | -           | -           | 16     | 0      |        |
| gen.-mar. 2020      | Envigado            | A                   | 4          | 0          | CC              | 0               | 0               |                    | -                  | -                  |             | -           | -           | 4      | 0      |        |
| Totale Envigado     | Totale Envigado     | Totale Envigado     | 17         | 0          |                 | 3               | 0               |                    | -                  | -                  |             | -           | -           | 20     | 0      |        |
| mar.-nov. 2020      | Chicago Fire        | MLS                 | 2          | 0          |                 | -               | -               |                    | -                  | -                  |             | -           | -           | 2      | 0      |        |
| 2021                | Chicago Fire        | MLS                 | 13         | 1          |                 | -               | -               |                    | -                  | -                  |             | -           | -           | 13     | 1      |        |
| 2022                | Chicago Fire        | MLS                 | 22         | 1          | USOC            | 0               | 0               |                    | -                  | -                  |             | -           | -           | 22     | 1      |        |
| 2023                | Chicago Fire        | MLS                 | 24         | 1          | USOC            | 0               | 0               |                    | -                  | -                  | LC          | 3           | 0           | 27     | 1      |        |
| 2024                | Chicago Fire        | MLS                 | 18         | 1          |                 | -               | -               |                    | -                  | -                  | LC          | 0           | 0           | 18     | 1      |        |
| Totale Chicago Fire | Totale Chicago Fire | Totale Chicago Fire | 79         | 4          |                 | 0               | 0               |                    | -                  | -                  |             | 3           | 0           | 82     | 4      |        |
| Totale carriera     | Totale carriera     | Totale carriera     | 96         | 4          |                 | 3               | 0               |                    | -                  | -                  |             | 3           | 0           | 102    | 4      |        |

### Cronologia presenze e reti in nazionale
| Cronologia completa delle presenze e delle reti in nazionale ― Colombia under 20 | Cronologia completa delle presenze e delle reti in nazionale ― Colombia under 20 | Cronologia completa delle presenze e delle reti in nazionale ― Colombia under 20 | Cronologia completa delle presenze e delle reti in nazionale ― Colombia under 20 | Cronologia completa delle presenze e delle reti in nazionale ― Colombia under 20 | Cronologia completa delle presenze e delle reti in nazionale ― Colombia under 20 | Cronologia completa delle presenze e delle reti in nazionale ― Colombia under 20 | Cronologia completa delle presenze e delle reti in nazionale ― Colombia under 20 |
| Data                                                                             | Città                                                                            | In casa                                                                          | Risultato                                                                        | Ospiti                                                                           | Competizione                                                                     | Reti                                                                             | Note                                                                             |
| -------------------------------------------------------------------------------- | -------------------------------------------------------------------------------- | -------------------------------------------------------------------------------- | -------------------------------------------------------------------------------- | -------------------------------------------------------------------------------- | -------------------------------------------------------------------------------- | -------------------------------------------------------------------------------- | -------------------------------------------------------------------------------- |
| 23-5-2019                                                                        | Łódź                                                                             | Polonia under 20                                                                 | 0 – 2                                                                            | Colombia under 20                                                                | Mondiali Under-20 2019 - 1º turno                                                | -                                                                                | 90’                                                                              |
| Totale                                                                           |                                                                                  | Presenze                                                                         | 1                                                                                |                                                                                  | Reti                                                                             | 0                                                                                |                                                                                  |